# Commissione Nye

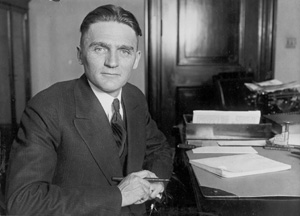
Il Senatore Gerald Nye (R-North Dakota), Presidente della Commissione di inchiesta sull'industria delle munizioni.

La Commissione Nye, ufficialmente nota come Commissione speciale di Inchiesta sull'industria delle munizioni, (in inglese: Special Committee on Investigation of the Munitions Industry), è stata una commissione parlamentare d'inchiesta del Senato degli Stati Uniti istituita nel 1934 e presieduta dal senatore statunitense Gerald Nye.
La commissione ha indagato sugli interessi finanziari e bancari che furono alla base del coinvolgimento degli Stati Uniti nella prima guerra mondiale, e fu il fattore significativo a favore dell'opinione pubblica e del mondo politico per la neutralità americana nelle prime fasi della seconda guerra mondiale.

## La motivazione dell'istituzione
Il 12 aprile 1934 fu istituita la commissione. Durante gli anni 1920 e 1930, dozzine di libri e articoli apparsi sui media avevano sostenuto che i produttori di armi avevano ingannato gli Stati Uniti sull'entrata in guerra: uno dei più noti critici fu Smedley D. Butler, generale del Corpo dei Marines che pubblicò il libro dal titolo La guerra è una mafia nel 1935.
La spinta per la nomina del senatore Gerald Nye (R-ND) alla presidenza di questa commissione è venuta dal senatore George Norris (R-NE). Secondo la pacifista Dorothy Detzer, Norris disse: "Nye ha energia inesauribile, e ha il coraggio. Queste sono tutte le attività importanti. Può essere avventato nei suoi giudizi, a volte, ma è la temerarietà dell'entusiasmo".

## Le indagini
La Commissione Nye ha tenuto 93 udienze e interrogato più di 200 testimoni. Le prime udienze ci furono nel mese di settembre 1934 e le udienze finali nel mese di febbraio 1936. Le audizioni riguardarono quattro temi:
- L'industria delle munizioni;
- Aste sui contratti pubblici nel settore della costruzione navale;
- Profitti di guerra;
- Il clima che porta alla entrata degli Stati Uniti nella prima guerra mondiale.

La commissione ha documentato gli enormi profitti che le fabbriche di munizioni avevano avuto durante la guerra. Si è riscontrato che i banchieri avevano esercitato pressioni sul presidente Wilson per intervenire nella guerra al fine di proteggere i loro prestiti all'estero. Inoltre, l'industria delle armi fu irresponsabile per la fissazione dei prezzi troppo alti e per l'eccessiva influenza sulla politica estera americana che condusse alla Prima guerra mondiale e durante il suo svolgimento.
L'indagine si è conclusa bruscamente all'inizio del 1936. Il Senato decise di tagliare i fondi. È lo stesso sito del Senato a ritenere che questa decisione sia stata determinata dalla volontà di impedire che dall'indagine emergesse una responsabilità del presidente Wilson del partito democratico e il fatto che egli abbia mentito alla nazione e al congresso affermando di ignorare i dettagli della diplomazia segreta fra gli alleati dell'Intesa (come il Patto di Londra), mentre ne era perfettamente a conoscenza.

## Conclusioni
La commissione evidenziò le connessioni tra i profitti di guerra delle industrie di munizioni e i prestiti del mondo bancario alle potenze europee dell'Intesa rispetto al coinvolgimento americano nella prima guerra mondiale.
Molti statunitensi si sentirono traditi e fu messa in discussione la visione della guerra come epica battaglia tra le forze del bene (la democrazia) e il male (l'autocrazia). L'indagine sui "mercanti di morte" contribuì a rafforzare i sentimenti di isolazionismo. La commissione riferì che tra il 1915 e il gennaio 1917, gli Stati Uniti avevano prestato alla Germania 27 milioni di dollari e nello stesso periodo avevano prestato al Regno Unito e dei suoi alleati 2,3 miliardi di dollari, quasi 100 volte di più. A causa di questi fatti il senatore Nye espresse giudizi molto critici sulla guerra, e il pubblico americano concluse che gli Stati Uniti entrarono in guerra per motivi di profitto e non di scelte politiche.
Le conclusioni della commissione diedero un nuovo impulso al movimento non-interventista e determinarono l'approvazione delle normative sulla neutralità.

## I componenti
Presidente:
- Gerald Nye

Componenti:
- Homer T. Bone (D-WA);
- James P. Papa (D-ID);
- Bennett Champ Clark (D-MO);
- Walter F. George (D-GA);
- W. Warren Barbour (R-NJ);
- Arthur H. Vandenberg (R-MI).